# Anton Putsila
Anton Putsila (Orsha, Bielorrusia, 10 de junio de 1987) es un exfutbolista bielorruso que jugaba de centrocampista.

## Selección nacional
Fue internacional con la selección de fútbol de Bielorrusia en 56 partidos y anotó 6 goles, dos de ellos a la selección de Honduras el 28 de mayo del 2010 en un amistoso.

## Clubes
| Club                        | País        | Año       |
| --------------------------- | ----------- | --------- |
| RUOR Minsk                  | Bielorrusia | 2003      |
| F. K. Dinamo Minsk          | Bielorrusia | 2004-2010 |
| Hamburgo S. V. (cedido)     | Alemania    | 2008      |
| S. C. Friburgo              | Alemania    | 2011-2013 |
| F. C. Volga Nizhni Nóvgorod | Rusia       | 2013-2014 |
| F. C. Torpedo Mosú          | Rusia       | 2014-2015 |
| Gaziantepspor               | Turquía     | 2015-2017 |
| Ankaragücü                  | Turquía     | 2017-2019 |
| Altay S. K.                 | Turquía     | 2019-2021 |
| F. K. Dinamo Minsk          | Bielorrusia | 2021-2024 |

## Palmarés

### Títulos nacionales
| Título                      | Club               | País        | Año  |
| --------------------------- | ------------------ | ----------- | ---- |
| Liga Premier de Bielorrusia | F. K. Dinamo Minsk | Bielorrusia | 2004 |
| Liga Premier de Bielorrusia | F. K. Dinamo Minsk | Bielorrusia | 2023 |